# Mama, ich lebe
Mama, ich lebe é um filme de drama alemão de 1977 dirigido e escrito por Konrad Wolf e Wolfgang Kohlhaase. Foi selecionado como representante da Alemanha Oriental à edição do Oscar 1978, organizada pela Academia de Artes e Ciências Cinematográficas.

## Elenco
- Peter Prager - Günther Becker
- Uwe Zerbe - Walter Pankonin
- Eberhard Kirchberg - Karl Koralewski
- Detlef Gieß - Helmuth Kuschke
- Donatas Banionis - Mauris
- Margarita Terekhova - Svetlana
- Ivan Lapikov - General
- Yevgeni Kindinov - Victor Glunsky
- Bolot Bejshenaliyev - Chingiz